# Charles Johnson (lutte)
Pour les articles homonymes, voir Charles Johnson et Johnson.
Charles Johnson (né le 31 janvier 1887 à Göteborg en Suède et mort le 17 septembre 1967 à Los Angeles) est un lutteur sportif américain.

## Biographie
Charles Johnson obtient une médaille de bronze olympique, en 1920 à Anvers en poids moyens.